# Солеобразующие оксиды
Солеобразу́ющие окси́ды — оксиды, которые при химических реакциях с кислотами и основаниями образуют соль и воду.
Солеобразующие оксиды делятся на:
- осно́вные оксиды, элемент которых при образовании соли становится катионом;
- кислотные оксиды, элемент которого при образовании соли входит в состав кислородсодержащего аниона;
- амфотерные оксиды, которые могут реагировать и как кислотные, и как основные оксиды.